# استیون مورفی
استیون مورفی (زاده۱۹۵۷) مأمور ویژه بازنشسته اداره مبارزه با مواد مخدر آمریکا بود که با همکار سابق خود خاویر پنیا و پلیس ملی کلمبیا از پابلو اسکوبار و کارتل مدلین تحقیق کرد.

## پیشینه
مورفی در پرینستون، ویرجینیای غربی بزرگ شد و در آنجا در سال ۱۹۷۴ از دبیرستان پرینستون فارغ‌التحصیل شد و یک سال در دانشگاه ویرجینیا غربی تحصیل کرد. وی از سال ۱۹۷۵ تا ۱۹۸۷ به عنوان افسر پلیس در شهر بلوفیلد، ویرجینیای غربی خدمت کرد. وی به کالج ایالتی بلوفیلد منتقل شد و از آنجا در سال ۱۹۸۱ با مدرک لیسانس در دادگستری جنایی فارغ‌التحصیل شد. او در سال ۱۹۸۷ به DEA پیوست و قبل از انتقال به بوگوتا، کلمبیا، در میامی شروع به کار کرد، جایی که چهار سال در آنجا ماند.
وی نقش مهمی در کشتن اسکوبار داشت و اولین بار با اصابت گلوله پابلو اسکوبار بر روی سقف با دوربین در صحنه بود. عکسی از مورفی که جنازه اسکوبار را در دست داشت به‌طور گسترده‌ای شناخته شده‌است، مورفی ادعا می‌کند که «در لحظه گیر افتاده‌است». پس از مرگ اسکوبار، در دسامبر ۱۹۹۳، او به ایالات متحده بازگشت و در آنجا به کار با DEA تا زمان بازنشستگی در ژوئیه ۲۰۱۳ ادامه داد. امروز او رئیس یک شرکت مشاورهٔ خصوصی اجرای قانون است و به سخنرانی در سراسر جهان می‌پردازد؛ و روایت داستان واقعی پابلو اسکوبار در کنار همکار خود خاویر پنیا. مورفی و همسرش کانی، دو دختر خوانده از کلمبیا و دو پسر بیولوژیک دارند.

## فرهنگ عامه
او یکی از شخصیت‌های اصلی سه فصل مجموعه معروف تلویزیونی نتفلیکس نارکس است که شخصیت وی توسط بوید هولبروک به تصویر کشیده شده‌است. مورفی و پنیا به عنوان مشاور در این سریال کار می‌کردند.

## کتاب‌ها
در سال ۲۰۱۹، او -با خاویر پنیا شکارچیان: چگونه اورا زمینگیر کردیم دربارهٔ اسکوبار را منتشر کرد.